# Museo civico aufidenate
Il Museo civico Aufidenate è un museo archeologico sito nei locali dell'ex Convento della Maddalena di Castel di Sangro (AQ).

## Storia
Il museo venne istituito nel 1898, con il nome di Museo Aufidenate, dall'allora sindaco di Castel di Sangro, il colonnello Clemente Marchionna. Gli storici del tempo, primo fra tutti Vincenzo Balzano, seguito da Antonio De Nino, volevano fortemente l'apertura di un luogo di riunione di tutti i reperti archeologici rinvenuti nel territorio. Nacque in un periodo in cui si stava delineando la reale posizione dell'antica città di Aufidena.
Nel 1924 vi fu il furto di molti reperti, ma il museo restò aperto e continuò ad arricchirsi di nuovi reperti con il passare del tempo. I bombardamenti del 1943 - 44 ne decretarono però la chiusura; non vi furono molti danni alle infrastrutture, ma i reperti restarono a lungo incustoditi, vittime di numerosi saccheggi. I reperti rimasti finirono spesso all'aperto, esposti alle intemperie per molti anni.
Il nuovo museo è stato inaugurato più di cinquanta anni dopo, nel 1999, conseguentemente alla ristrutturazione del vecchio Convento della Maddalena, nell'area periferica di Castel di Sangro. Il lavoro di recupero dei reperti era già cominciato anni prima dalla locale sezione dell'Archeoclub d'Italia; l'amministrazione comunale aveva provvisoriamente adibito a museo parte del Palazzo del Principe.

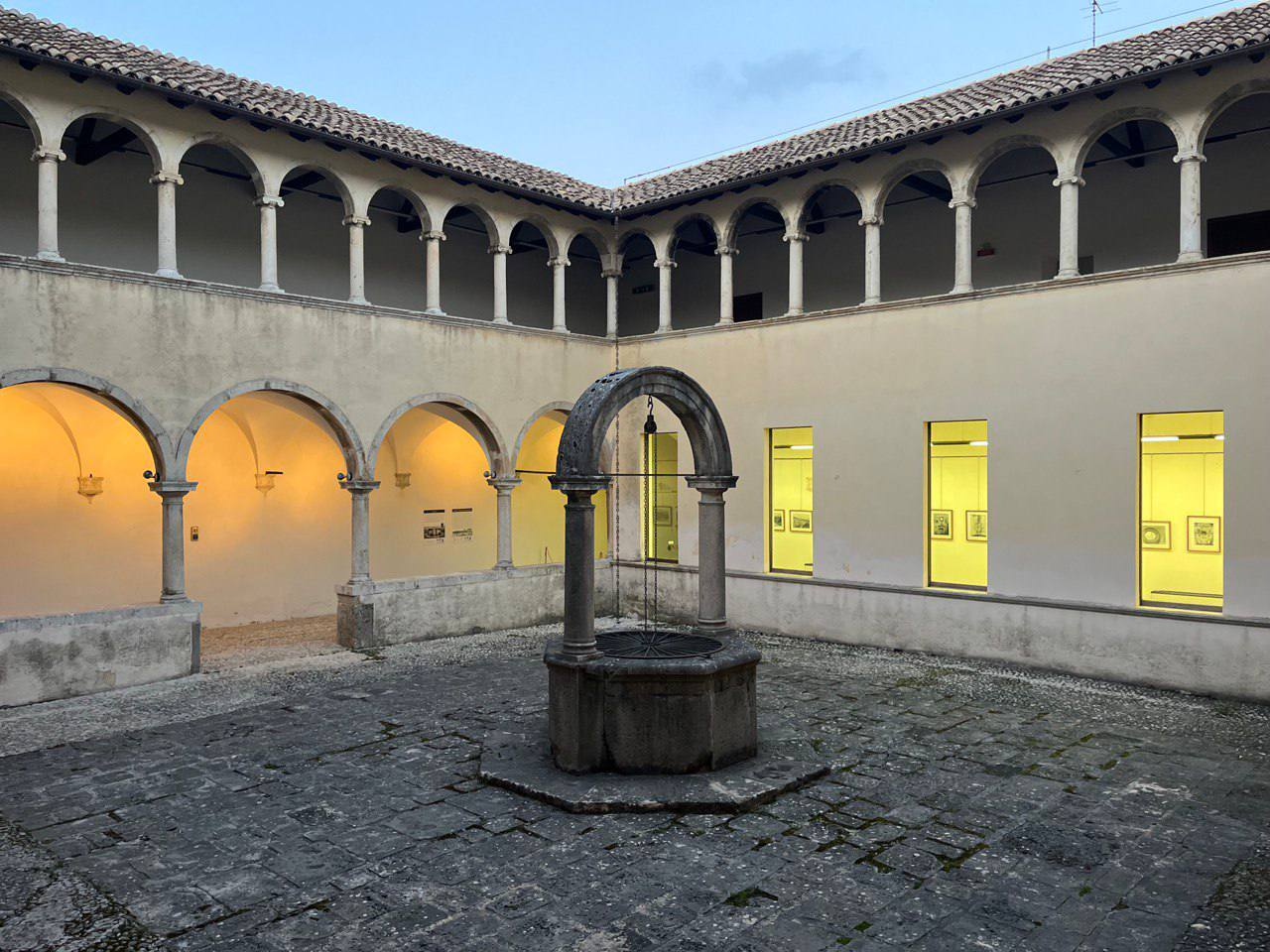
Museo Aufidenate di Castel di Sangro al tramonto di una giornata di fine estate

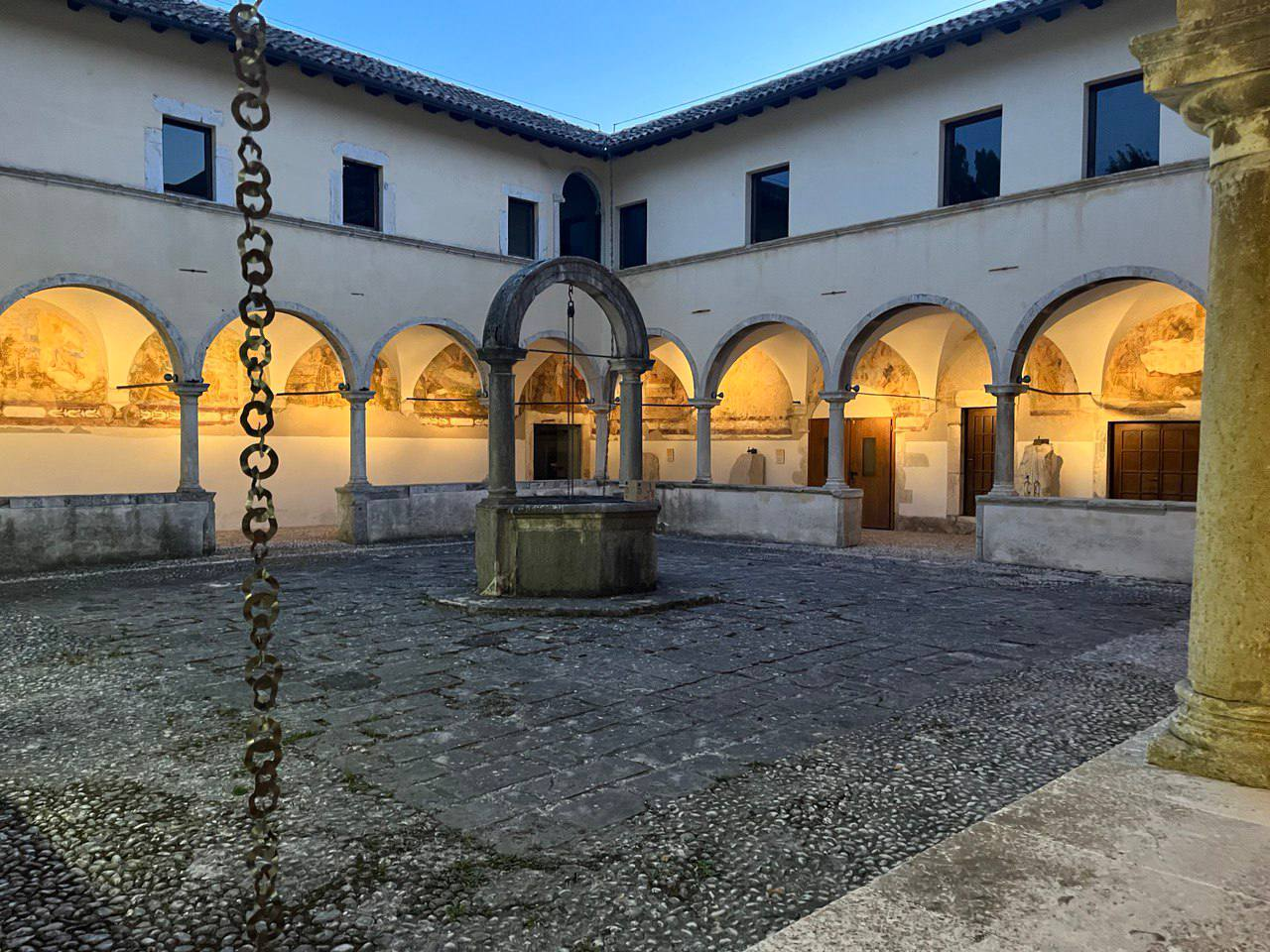
Museo Aufidenate di Castel di Sangro al tramonto di una giornata di fine estate

## Museo archeologico
La collezione ospita:
- Sala "Antonio De Nino": SEZIONE DI PREISTORIA E PROTOSTORIA

Espone collezione di fossili e testimonianze archeologiche che spaziano dal Paelolitico all'epoca sannita.
- Sala "Vincenzo Balzano": SEZIONE ITALICO-ROMANA

La sezione romana è dedicata ai materiali lapidei e ai reperti di varia natura rinvenuti nel corso dei secoli, numerosi elementi architettonici e scultorei a carattere funerario, epigrafi, ceramiche, anse con bollo rodio e osco, cippi funerari e rinvenimenti attrezzi da lavoro e monete offrono un quadro completo della vita quotidiana degli antichi romani, tra questi anche il reperto più importante: una lamina bronzea, realizzata con tecnica a sbalzo e doratura che raffigura un toro nell’atto di incedere, la presenza di fori e l'ornamentazione con bende suggeriscono una sua identificazione come elemento decorativo di un manufatto ligneo parte di una rappresentazione scultorea o di un apparato cerimoniale relativo al rituale del “suovetaurilia”, ciò trova un significativo avvaloramento nel confronto con le raffigurazioni presenti sull'Arco dei Cambieri (o Arco degli Argentari), antico monumento di Roma situato accanto al portico della chiesa di San Giorgio in Velabro.
- Sala "Rivoluzione Italiana": SEZIONE RISORGIMENTO

La sezione ospita un percorso espositivo che illumina gli eventi che segnarono profondamente la regione nel 1860, con un focus particolare sulle esperienze e le reazioni della popolazione locale, direttamente toccata dagli sconvolgimenti del tempo. È possibile osservare le armi utilizzate nel XIX secolo attraverso una selezione di palosci da caccia, sciabole, daghe, carabine, busti, medaglioni, fucili ad avancarica, a luminello, revolver e ammirare la maestria degli artigiani che hanno realizzato i manufatti, studiandone i meccanismi di funzionamento, i materiali utilizzati e le tecniche di decorazione. Dalla semplicità dei primi modelli alla complessità dei fucili più evoluti. Accanto a queste testimonianze materiali, sono esposti i ritratti del re e di Giuseppe Mazzini, figure emblematiche dell'Italia risorgimentale.
- Sala "Rolando Giampaolo": SEZIONE SECONDO CONFLITTO MONDIALE

Esposizione permanente dedicata alla linea difensiva tedesca "Gustav", utilizzata come divisore territoriale
- Sala arte sacra: SEZIONE ARTE ANTICA E RELIGIOSA

Esposizione opere tardo-rinascimentali barocche, settecentesche e moderne
- Sala "Cosimo Savastano": ESTEMPORANEA DI PITTURA

La sezione espone tele di epoca moderna realizzate da artisti internazionali nel periodo compreso tra gli anni '80 e gli anni '90
- Sala polifunzionale: SEZIONE EVENTI CULTURALI

La Sala, ricavata all'interno dei locali della ex Chiesa del Convento, è teatro di numerose esposizioni ed eventi dedicati
- Orto botanico: SEZIONE NATURALISTICA

spazio esterno di pertinenza, nell'800 utilizzato per sperimentazione di piantumazioni estere, con percorso che conduce alla "tavola dei monaci": un masso calcareo rozzamente lavorato, probabilmente dedicato alla preghiera o alla meditazione

## Ulteriori utilizzi dell'ex Convento della Maddalena

### Storia del convento
Il convento fu eretto nel XV secolo, presso una piccola cappella oltre il Sangro, dove si dice avesse dimostrato frate Pietro da Morrone. La lapide del portale 1487 testimonia che in quest'anno la fabbrica era già compiuta, e il monastero fu sede dell'ordine dei Minori Conventuali di San Francesco, fino al 1878, quando dopo le soppressioni piemontesi, fu ripristinato come scuola sino al 1901, quando fu destinato a carcere, soprattutto durante la seconda guerra mondiale. Abbandonato,  nel 1998 è stato recuperato e adibito a museo.
Il convento è molto ben conservato nello stile rinascimentale, per il chiostro, e barocco per gli interni della ex chiesa (oggi sconsacrata). La chiesa mostra un aspetto esterno tipico delle architetture rinascimentali conventuali abruzzesi, con portico che precede l'ingresso, e portale architravato tardo romanico, facciata quadrata con oculo centrale.
L'interno a navata unica, ha 9 altari dedicati alla Madonna del Carmine, San Matteo, San Francesco, l'Immacolata Concezione, San Diego, San Pasquale, la Madonna degli Angeli e Sant'Antonio di Padova. Gli altari sono in stile differente, tra il rinascimentale e il barocco e rococò, perché realizzati tra il XVI-XVIII secolo dalle famiglie nobili di Castel di Sangro, che si susseguivano nell'acquisizione del feudo, tra cui si ricordano i Casaccio. Il soffitto della chiesa era a cassettoni lignei con lacunari decorati da fiori e tralci vegetali.
L'ex convento ospita i vari musei, esternamente mostra di pregevole il chiostro quadrato porticato, con pozzo centrale ottagonale, e arcate eleganti e colonne circolari a capitello. Presso le arcate delle campate, si conservano ancora gli affreschi rinascimentali delle storie della vita di San Francesco di Assisi e Sant'Antonio di Padova.

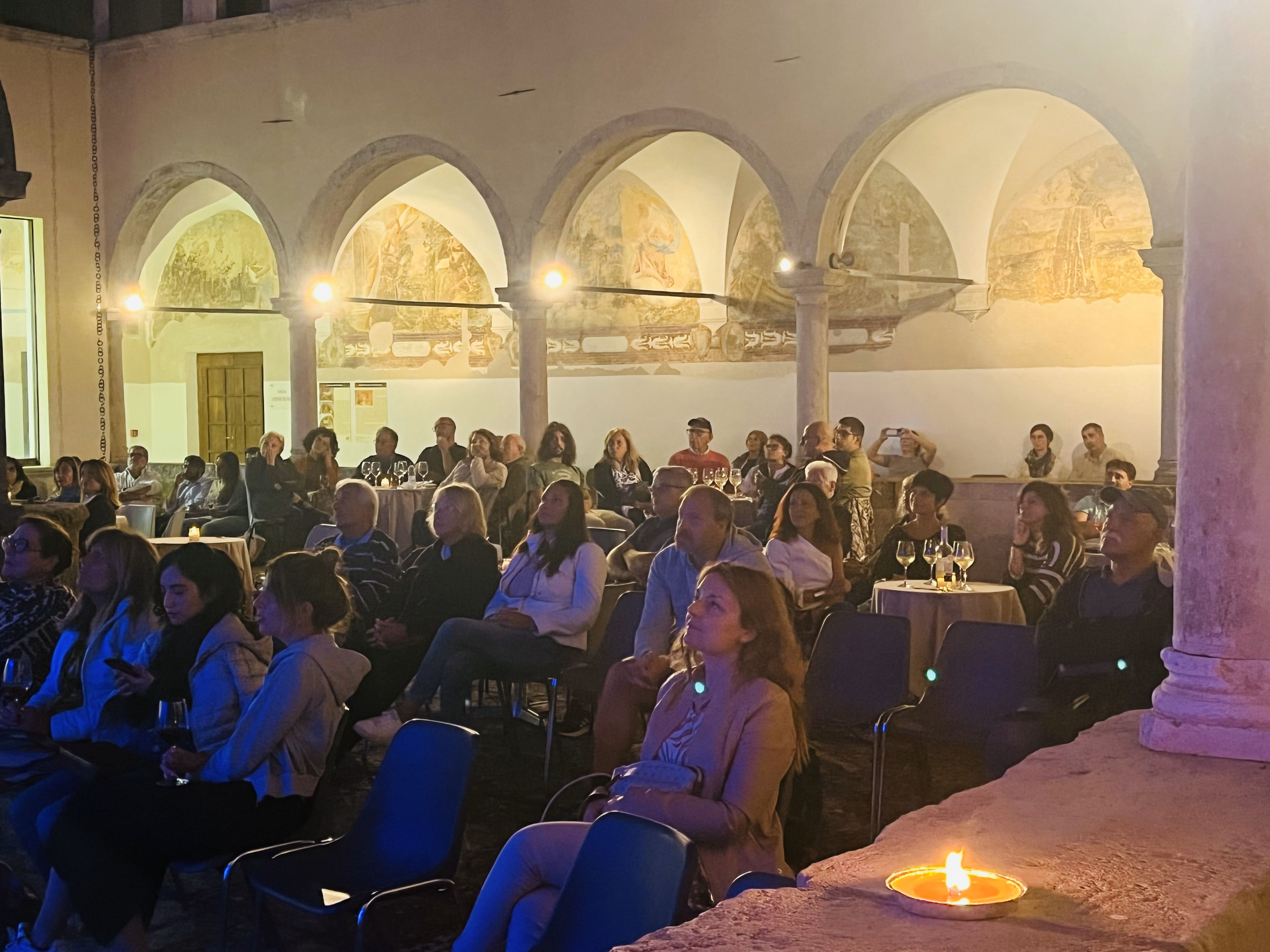
Serata estiva nel Museo Aufidenate con concerto di musica classica e degustazione enogastronomica

### Altri musei del convento
Due locali del rinnovato convento sono stati adibiti a Museo Internazionale della pesca a mosca intitolato a Stanislao Kuckiewiez, istituito con la collaborazione della Scuola di Pesca a Mosca-SIM e inaugurato nel settembre del 2000. Espone fotografie, documenti e attrezzature specializzate nella pesca a mosca, sport molto popolare a Castel di Sangro.
Dal 22 luglio 2017 l'ex convento ospita anche il War Museum, museo della guerra dedicato al Tenente Generale Rolando Giampaolo (medaglia d'argento al valor militare), specialistico sulla "linea Gustav".
Un altro locale è dedicato a mostre temporanee, in continuo rinnovamento. Vi sono esposti quadri, foto o quant'altro.

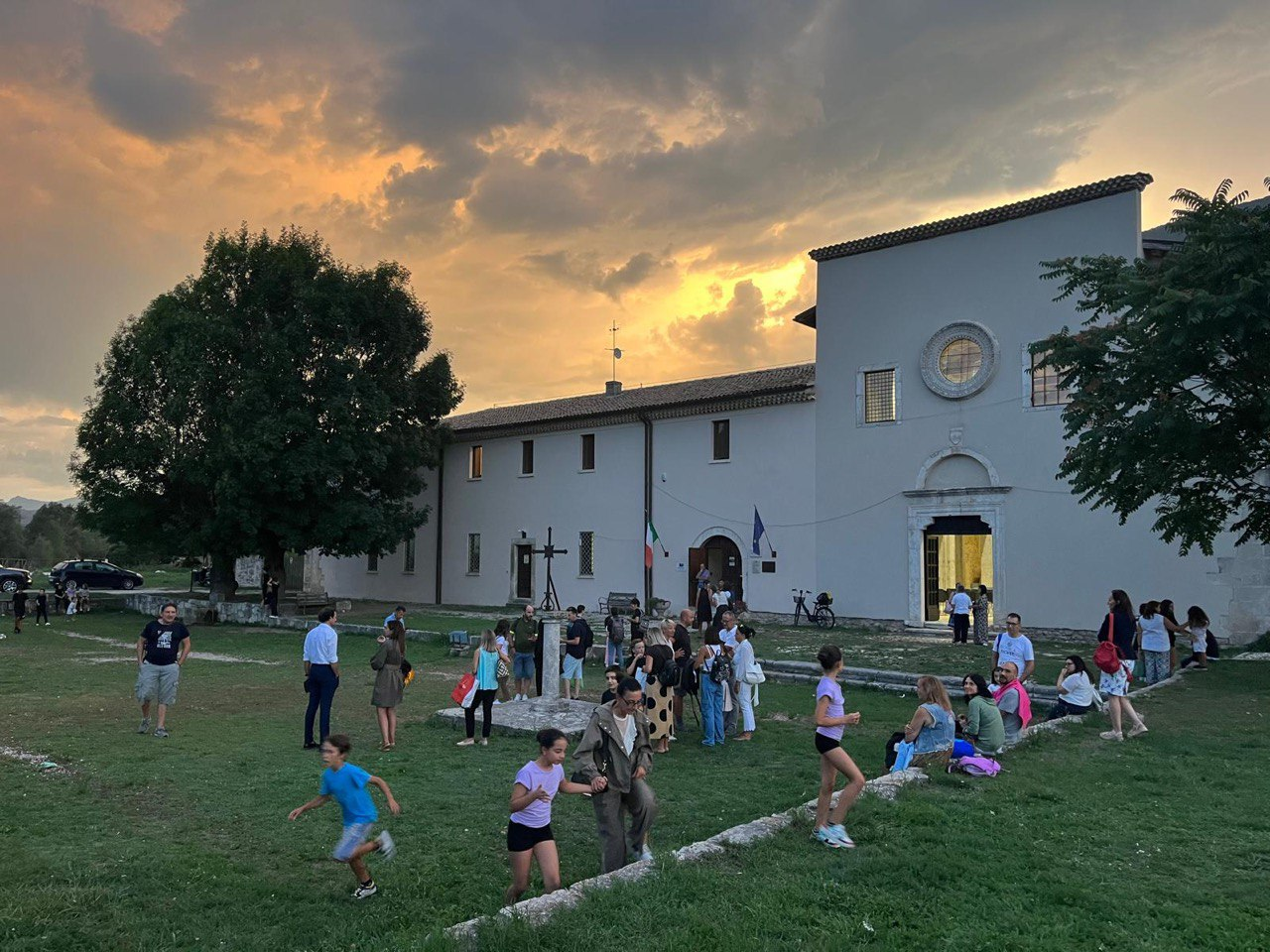
bambini giocano davanti il museo Aufidenate di Castel di Sangro in una giornata di fine estate